# Nagytemplom (Pápa)
A pápai nagytemplom (Szent István vértanú-templom) a 18. század vége óta Pápa város egyik meghatározó jelképe, építészeti emléke. A jelenlegi templomot 1774-ben gróf Eszterházy Károly egri püspök, pápai földesúr költségén kezdték el építeni, Fellner Jakab uradalmi építész által készített tervek alapján, az ő halála utána a megkezdett munkát Grossmann József vezette. A templom 15 év alatt épült fel. A végleges díszítések elkészülte után, 1795. május 3-án szentelte fel Pierer József tinnini püspök.

## Története
Már a 13. századtól vannak írásos forrásaink arról, hogy mivel Pápa biztosan főesperességi székhely volt, kellett valamiféle templommal rendelkeznie. Az első templom, amely valószínűleg egyben plébániatemplom is volt, a román stílus jegyében születhetett, valószínűleg a mai templom körülbelüli helyén, I. Szent István király templomépítő törvénye alapján. A templom növekedhetett, bővülhetett, kiegészülhetett hajókkal, és így létrejöhetett a mostani templom közvetlen elődje, egy gótikus templom, amelyről szintén vajmi keveset tudunk. A régészeti kutatások azt mutatják, hogy a mai templom alatt helyezkednek el romjai, amelyeket a közeljövőben akár fel is tárhatnak majd.
A reformációtól kezdve egészen 1732-ig a templom protestáns volt. A templomot több csapás mellett egy 1751-ben keletkezett tűzvész tette tönkre. Több javítás és festést követően a jelenlegi templomot 1774-ben gróf Eszterházy Károly egri püspök, pápai földesúr költségén kezdték el építeni, Fellner Jakab uradalmi építész által készített tervek alapján, az ő halála utána a megkezdett munkát Grossmann József vezette. A templom 15 év alatt épült fel. A végleges díszítések elkészülte után, 1795. május 3-án szentelte fel Pierer József tinini püspök.

## Belülről, bővebben

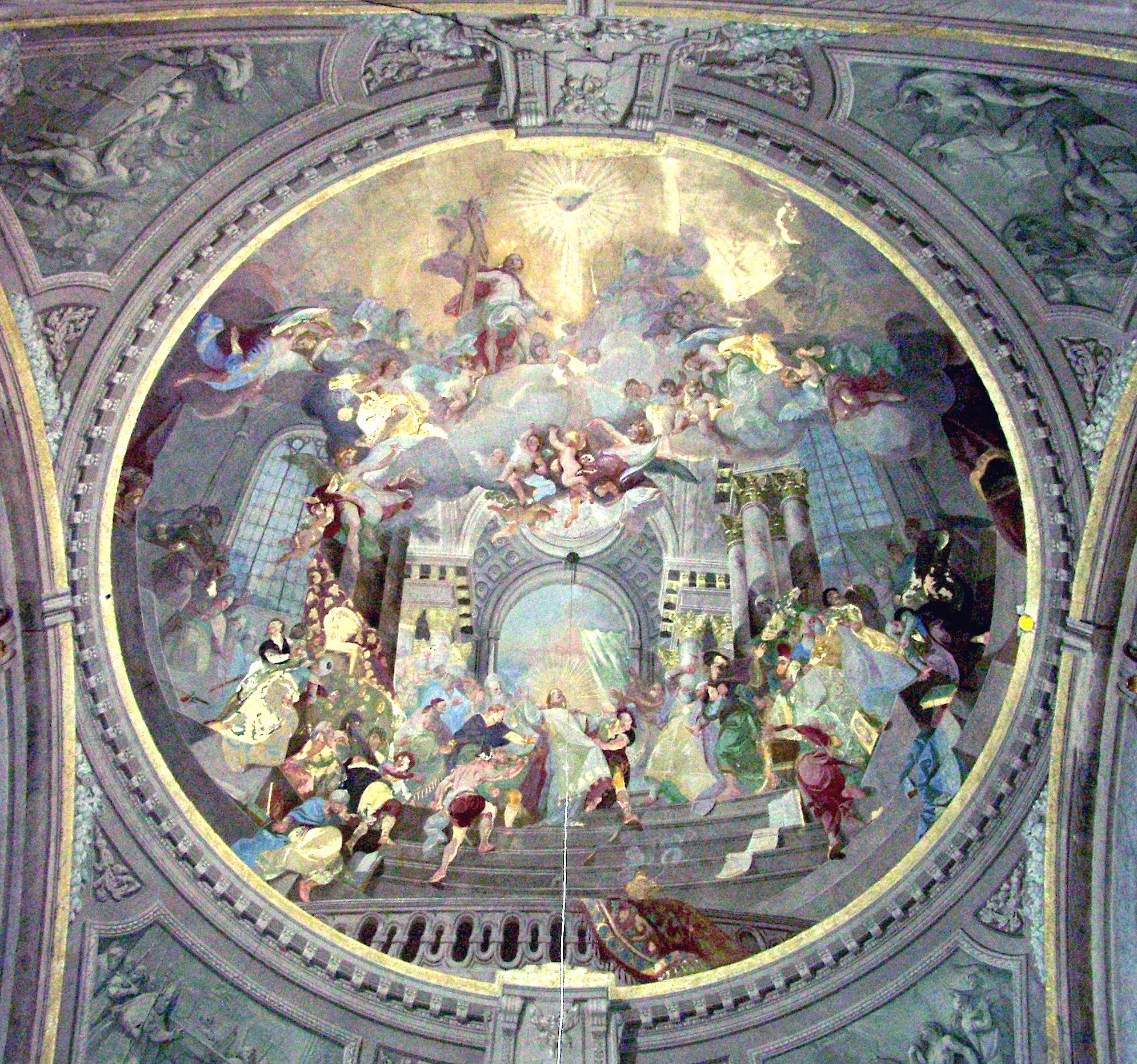
Maulbertsch-freskó

A templomot nagy méretei miatt szokták csarnoktemplomnak is nevezni, amely már nem teljesen a barokk túldíszített stílusában, de annak jegyeit még erősen magán viseli. Az építkezéskor a templom már a klasszicizmus felé hajló barokkban, (az úgynevezett copf stílusban, más néven klasszicizáló késő barokkban) valósult meg. A templom méreteit tekintve óriási, a Dunántúl legnagyobb hatású épülettömbje: hossza 42 méter, szélessége 22 méter, belső tere 24 méter magas. Sok írás szerint a két torony magassága eléri a 72 métert, ám egy új mérés eredményeként megtudták, hogy 57,17 méter a tényleges magasság (a kereszteket nem számítva), tehát mintegy 15 méterrel alacsonyabb, mint ami az útikönyvekben szerepel.
A homlokzat hatalmas tömegét a timpanonnal és a fölötte lévő három szoborkompozícióval a könnyed szerkezetű oszlopokra támaszkodva oldották meg. A tornyok gyönyörű, rézborítású összetett sisakokban végződnek.
A templomba a főkapu vezet be (jelenleg a jobb oldali torony alatti mellékkapun jutunk be), ahonnan a falakat borító, Süttőről és Bakonyszűcsről származó márványburkolat vöröses és sárgás színe fogja meg és vezeti tovább a látogatót a főoltár felé. A hatalmas vasajtón belépő látogató látásmódjához készültek el a mennyezetfreskók is. A freskókat Franz Anton Maulbertsch alkotta 1781-1783 között. A három kupolafreskó, a szegélyképek és a főoltárkép együttesen mondják el Szent István első vértanú életét. A három kupolában Szent István és társai diakónussá szentelése (első), prédikálása (második), a szent elfogatása (harmadik) látható. A vértanú sorsa jeruzsálemi megkövezésével a főoltárképen teljesedik be, amely Hubert Maurer alkotása.
A templom képeinek témája meglehetősen hasonlítanak a római Sancto Stefano Rotondo templom képeire. (Inkább elméleti síkon, mint sem tervezési hasonlóságban, ez azért lehet, mert Esterházy Károly hosszabb időt töltött Rómában és megtetszhetett neki ez a stílus).
A főoltár hatalmas tömegét többek között Szent István és Szent László carrarai márvány szobrait Prokop Fülöp készítette. Ugyanő faragta a régi gyóntatószékeket, a keresztelőkutat és a szószéket.
A templomnak négy mellékoltára van, amelyek Zirckler János alkotásai. Ezek Nepomuki Szent János, Szent Anna, Szent József és Borromei Szent Károly tiszteletére lettek szentelve.
Szintén Maulbertsch festette a sekrestye, a Szűz Mária-kápolna és a két oratórium (kórus) freskóit is. Jelenleg a Szűz Mária-kápolnában és a felette levő oratórium-térben kiállítás található, ahol az oltárban megtekinthető Szent Martiális vértanú teljes alakos ereklyéje. Az emeleti térben az Esterházyak kosztümös kiállítása látható.
Különösen szép és értékes alkotások a templom bronz keresztelőmedencéje és a libanoni cédrusból faragott szószék.
A falakon lévő terrakottából készült stációkat Cziráki Lajos készítette.
A nagytemplom alatt található egy kripta, amelyben nyugszik az Esterházy család több tagja és néhány pápai nemes, polgár.

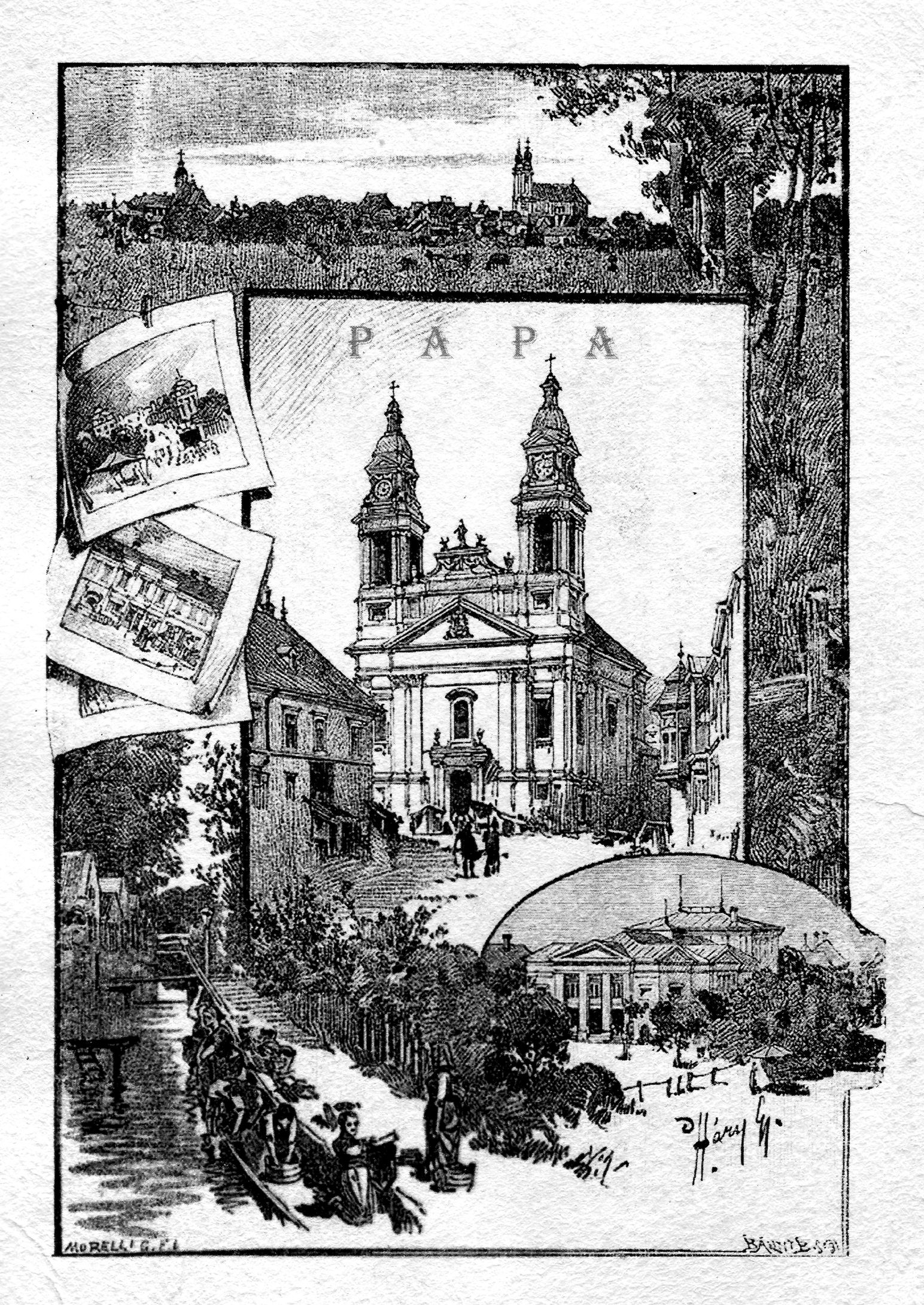
Nagytemplom: archív képek

## Papjai

### Plébánosok
- (…)"1245 Pál IV. Béla káplánja, 1381 János, 1402 Pápóczi Péter, 1467 Pápai Péter, 1510 Péter, 1523 Nyári Demeter, 1562 Ismeretlen, 1649 Vépi Benedek, 1666 Pálhy László, 1674Petesházy János, 1678 Machonoky János, 1684 Újvári István, 1696 Dr. Sz. Böjtös István, 1703 Dr. Makalits Ferenc, 1711 Acsády Ádám, 1714 Potyondi László, 1726 Dr. Ó. Pongrácz Gáspár, 1734 Ernyei András, 1739 Dr. Borsai János, 1745 Galgóczi Ferenc, 1764 Katona József, 1778 Biricz Jó6zsef, 1784 Simon György, 1811 Magyarász József,1814 Henics József, 1818 Materényi Gábor, 1831 B. Bezerédi Gábor, 1834 Koroncz László, 1850 R. Kőszeghy József, 1871 V. Bogyai Géza, 1875 Devics József, 1878 Néger Ágoston, 1897 Kriszt Jenő, 1919 Meisel József, 1920 Gerstner Ignác, 1925 Miklós József, 1926 Németh József, 1949 Dr. Rosta Ferenc, 1958 Gyarmathy Elemér, 1962 Gergyessy Ferenc, 1974 Móring József, 1994 Dr. Mail József"
- 1949–1958 Rosta Ferenc[2]
- Dr. Móring József
- - napjainkig Dr. Mail József

## Miserend

### Hétköznap (H-Szo)
19:00

### Vasárnap
9:00, 11:00, 19:00
A Szentmiséket bemutatja és szentbeszédet mond: Dr. Mail József apátplébános-főesperes.